# ペタヤヴェシの古い教会

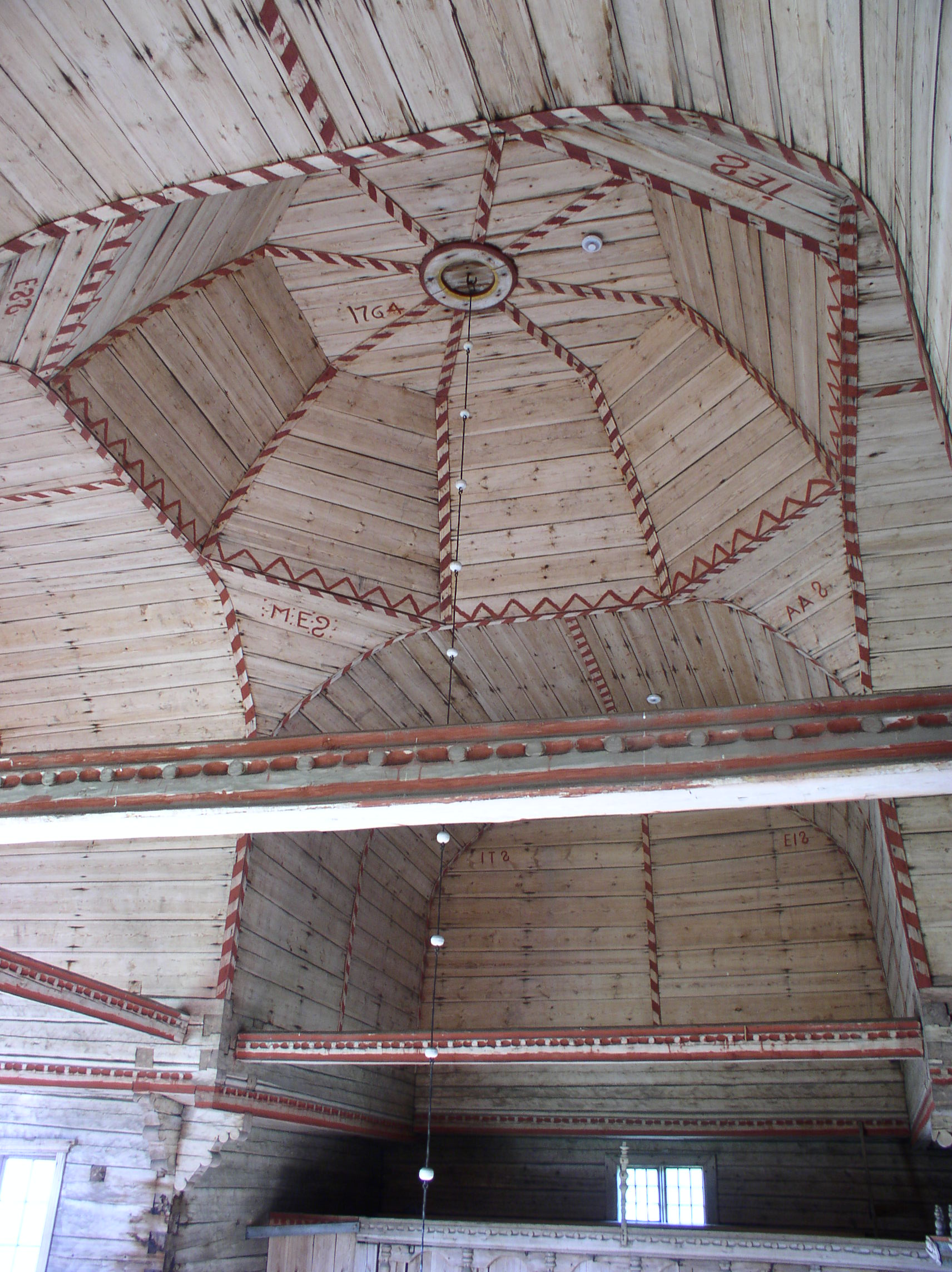
屋根の内側。イニシャルや建造年（「1764」）が見える。

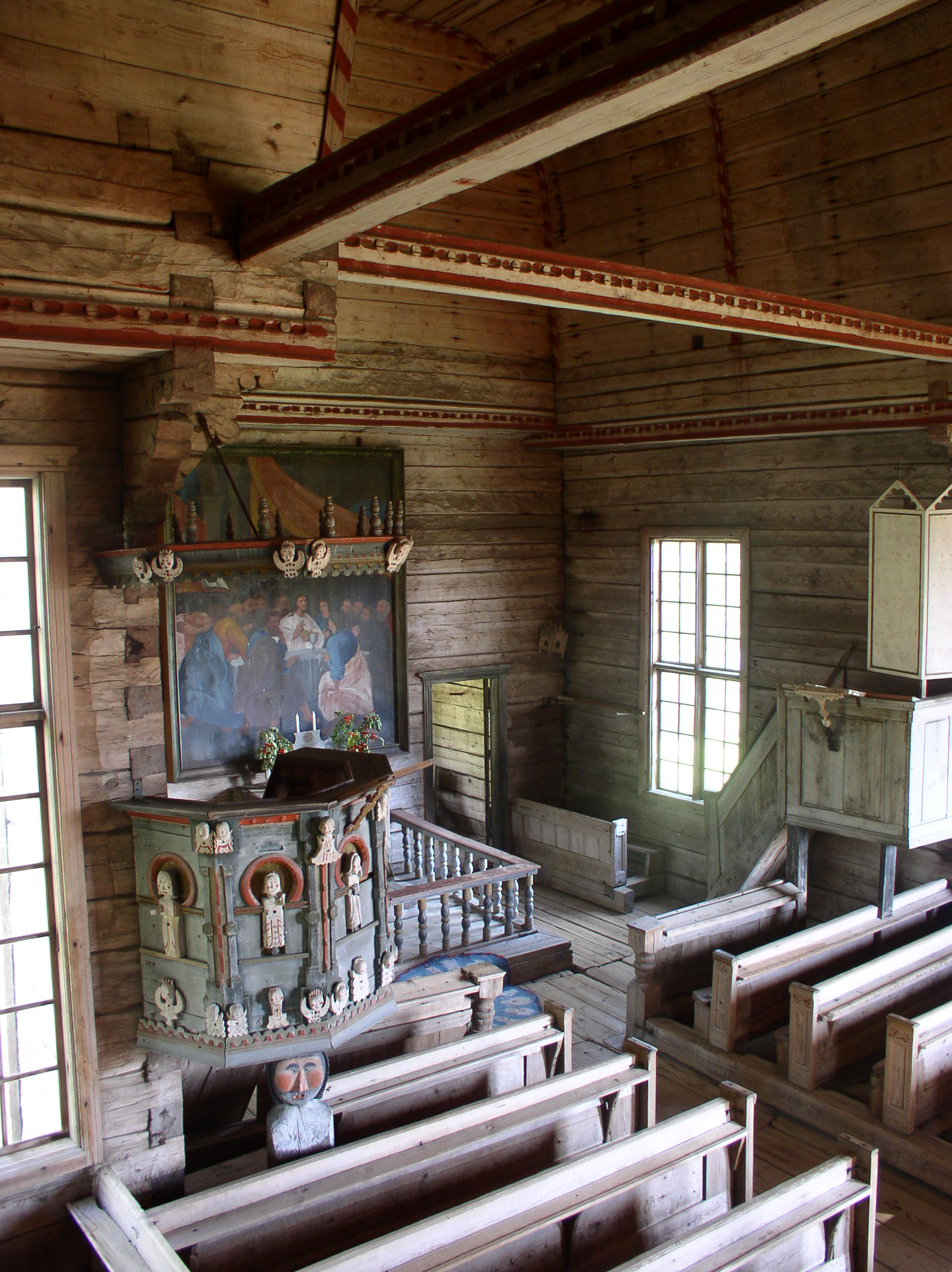
説教壇

ペタヤヴェシの古い教会（ペタヤヴェシのふるいきょうかい）は、ユネスコの世界遺産に登録されているフィンランドの木造教会。フィンランド中西部の町ペタヤヴェシにあり、ユヴァスキュラの31km西に当たる。この教会は地元の棟梁ヤーコ・レッパネンによって、1763年から1765年にかけて建てられたもので、白いギリシャ十字形の土台に八角形の丸天井が載っている。全体の建材には松が使われており、中世以来の伝統に従って屋根の内側に少々赤いオークルの色がついている。屋根にはこの建築に携わった大工たちのイニシャルが刻まれている。
1821年に、棟梁の孫エルッキ・レッパネンが、上部が張り出して渡り廊下になっている木造の鐘楼と、東側の聖具室を付け加えて、現在につながる教会を完成させた。この時に窓も大きくされた。教会と鐘楼は三角形のタイルで覆われた。
内部には聖クリストフの古い彫像に支えられた素晴らしい説教壇があり、素朴な美しさを持つ四人の使徒やたくさんの天使たちの木像が彫り込まれている。身廊の向かい側には聖歌台があるが、この教会にオルガンが置かれたことはなかった。祭壇の後ろにはカール・フレデリック・ブロム (Carl Frederic Blom) 作の絵画『聖なる堅信』や、モーゼとマルティン・ルターの肖像画が吊るされている。
スカンディナビア半島の他の多くの古い教会と同じく、この教会は湖のそばに建てられており、冬の間でも水路を通じて容易に通えるようになっている。
1879年に木造の新しい教会が建てられたが、もとの鐘楼と墓地は1920年代まで使われ続けた。国の文化担当機関とフィンランドの中央教会基金が後押しをして、1980年代から90年代に主に屋根と骨組みを対象とする修復が行われた。壁は1987年に保護され、1989年と1992年には鐘楼の傷んだ部分も保護された。建物や墓地の周りを囲む壁は、1997年に新設されたものである。
教会は今でも、洗礼、結婚、コンサートなど、宗教的な大きな行事の時には使われている。
1997年にはかつて信者たちを礼拝に運んだものと同じような教会の船が、ボランティアの手によって作られ、観光用のアトラクションとして使われている。この船は、ヤーコ・レッパネンの妻の名を取って、「アンナ」と呼ばれている。

## 登録基準
この世界遺産は世界遺産登録基準のうち、以下の条件を満たし、登録された（以下の基準は世界遺産センター公表の登録基準からの翻訳、引用である）。
- (4) 人類の歴史上重要な時代を例証する建築様式、建築物群、技術の集積または景観の優れた例。